# Cilly Kugelmann
Cilly Kugelmann (* 1947 in Frankfurt am Main) ist eine deutsch-israelische Historikerin. Sie war von 2002 bis Anfang 2017 Programmdirektorin des Jüdischen Museums Berlin und Stellvertreterin des Direktors.

## Leben
Gebürtig aus Frankfurt am Main, wanderte Cilly Kugelmann 1966 nach Israel aus und studierte an der Hebrew University Kunstgeschichte und Allgemeine Geschichte. 1971 kehrte sie nach Deutschland zurück und studierte Erziehungswissenschaft, Soziologie und Psychologie. Nach dem Studium unterrichtete sie unter anderem an der Universität Heidelberg. Seit 1980 gibt sie die Zeitschrift Babylon. Beiträge zur jüdischen Gegenwart heraus. Von 1986 bis 2000 arbeitete sie im Jüdischen Museum Frankfurt, seit 2001 im Jüdischen Museum Berlin zunächst als Leiterin für Wissenschaft und Forschung und Ausstellungsleiterin. Im September 2002 wurde sie Programmdirektorin des Jüdischen Museums Berlin; den Posten übergab sie am 1. Februar 2017 an die Niederländerin Léontine Meijer-van Mensch.

## Publikationen (Auswahl)
- mit Michal Friedlander (Hrsg.): Koscher und Co. Über Essen und Religion. Ausstellungskatalog Jüdisches Museum Berlin, Berlin 2009, ISBN 978-3-89479-538-2.
- mit Margret Kampmeyer, Marie Naumann (Hrsg.): Tödliche Medizin. Rassenwahn im Nationalsozialismus, Wallstein, Göttingen 2009, ISBN 978-3-8353-0468-0.
- mit Nicola Lepp, Daniel Tyradellis (Hrsg.): Psychoanalyse. Sigmund Freud zum 150. Geburtstag.,  Nicolai, Hamburg 2006, ISBN 978-3-89479-318-0 (Begleitband zur Ausstellung im Jüdischen Museum Berlin, 7. April bis 27. August 2006).
- als Herausgeberin: Heimat und Exil. Emigration der deutschen Juden nach 1933. Jüdischer Verlag, Frankfurt am Main 2006, ISBN 978-3-633-54222-2.
- mit Micha Brumlik, Rachel Heuberger (Hrsg.): Reisen durch das jüdische Deutschland, DuMont, Köln 2006, ISBN 978-3-8321-7932-8.
- mit Signe Rossbach, Michael S. Friedlander, Miriam Goldmann (Hrsg.): Weihnukka. Geschichten von Weihnachten und Chanukka, Nicolai, Hamburg 2005, ISBN 978-3-89479-286-2 (Begleitband der Ausstellung des Jüdischen Museums Berlin vom 28. Oktober 2005 bis 29. Januar 2006).
- mit Hanno Loewy (Hrsg.): So einfach war das. Jüdische Kindheit und Jugend in Deutschland seit 1945. DuMont, Köln 2002, ISBN 3-8321-7818-X (= Zeitzeugnisse aus dem Jüdischen Museum Berlin).
- mit Julian Nida-Rümelin, Salomon Korn, Hermann Simon, Thomas Lackmann: Jüdisches Museum Berlin. Sonderpublikation zur Eröffnung. Jewish Culture Edition / Jüdische Presse, Berlin 2001, ISBN 978-3-935097-06-2.
- „Lang ist der Weg“. Eine jüdisch-deutsche Film-Kooperation. In: Auschwitz. Geschichte, Rezeption und Wirkung. Jahrbuch 1996 zur Geschichte und Wirkung des Holocaust, herausgegeben von Fritz Bauer Institut, Campus, Frankfurt am Main 1996, ISBN 3-593-35441-1.
- mit Fritz Backhaus (Hrsg.): Jüdische Figuren in Film und Karikatur. Die Rothschilds und Joseph Süss Oppenheimer. Herausgegeben vom Jüdischen Museum und Stadt Frankfurt am Main, Thorbecke, Sigmaringen 1995, ISBN 3-7995-2317-0.
- mit Bernhard Moltmann, Doron Kiesel (Hrsg.): Erinnerung, Haag und Herchen, Frankfurt am Main 1993, ISBN 978-3-89228-989-0.
- mit Doron Kiesel (Autor), Hanno Loewy, Dietrich Neuhauß (Hrsg.): „Wer zum Leben, wer zum Tod …“. Strategien jüdischen Überlebens im Ghetto, Campus, Frankfurt am Main 1992, ISBN 978-3-593-34764-6.
- mit Micha Brumlik, Doron Kiesel: Jüdisches Leben in Deutschland seit 1945. Athenaeum, Frankfurt am Main 1986, ISBN 3-7610-0396-X.